# Olin C. Wilson
Olin Chaddock Wilson (* 13. Januar 1909 in San Francisco, Kalifornien; † 13. Juli 1994 in West Lafayette, Indiana) war ein US-amerikanischer Astronom.
Wilson studierte Astronomie und Physik an der University of California, Berkeley. 1934 wurde er am California Institute of Technology promoviert.
Er war wissenschaftlicher Mitarbeiter am Mount-Wilson-Observatorium.
Er entdeckte stellare Aktivitätszyklen analog zu dem 11-Jahre-Sonnenflecken-Zyklus der Sonne.
Zusammen mit Vainu Bappu entdeckte er 1957 eine Korrelation zwischen der Breite von Ca II-Linien in Sternspektren und der Leuchtkraft, den Wilson-Bappu-Effekt.
1960 wurde Wilson in die National Academy of Sciences gewählt. 1977 wurde er mit der Henry Norris Russell Lectureship und 1984 mit der Bruce Medal ausgezeichnet.
2007 wurde der Asteroid (12138) Olinwilson nach ihm benannt.

## Publikationen
- Wilson, O. C.; Vainu Bappu, M. K. (1957): H and K Emission in Late-Type Stars: Dependence of Line Width on Luminosity and Related Topics. Astrophysical Journal 125 (1957) 661